# Distretto di Kuçovë
Il distretto di Kuçovë (in albanese: Rrethi i Kuçovës) era uno dei 36 distretti amministrativi dell'Albania. 	
La riforma amministrativa del 2015 ha ricompreso il territorio dell'ex-distretto nel comune di Kuçovë, cui è stato altresì aggregato l'ex comune di Lumas, già appartenente al distretto di Berat.

## Geografia antropica

### Suddivisioni amministrative
Il distretto comprendeva un comune urbano e 2 comuni rurali.

#### Comune urbano
- Kuçovë

#### Comuni rurali
- Kozare
- Perondi